# Giambattista Liviera
Giambattista Liviera, o Giovanni Battista Liviera (Vicenza, 1565 – 1628) è stato un letterato, tragediografo e poeta italiano. Fu autore di tragedie in lingua italiana, di poesie serie e di versi giocosi in lingua fidenziana e in dialetto padovano.

## Biografia
Si conosce poco della sua vita. Alcune notizie ci vengono da una prefazione alla ristampa di una sua tragedia, ripubblicata nel 1731 per iniziativa della Società Albriziana di Venezia. Nacque a Vicenza nel 1565 da un Bartolomeo Liviera, giurista e avvocato, e fu educato negli studi classici e letterari. Nella stessa prefazione si legge che Michelangelo Zorzi (1671-1744), noto bibliotecario vicentino e accademico della Società Albriziana, aveva raccolto notizie sulla vita del suo concittadino, che la Società stessa si riservava di pubblicare presto nei propri Atti Eruditi.
È menzionato nel 1610 nel testamento del vicentino Girolamo Forni, imprenditore, pittore e collezionista d'arte, committente di Villa Forni Cerato, opera di Andrea Palladio. Nel testamento il Liviera è nominato dal Forni esecutore testamentario e commissario dei propri beni, assieme al notaio e al conte Leonardo Valmarana. Il Forni dispone inoltre la vendita, a favore degli eredi, di tutti i beni di valore (disegni, pitture, quadri), con l'eccezione di qualche opera d'arte che possa piacere in particolare al Liviera, «che ha un buon gusto». Morì nel 1628.

## Opere
Nel 1588 pubblicò a Padova (presso Paolo Mejetti) la tragedia Cresfonte, opera in versi composta a soli 18 anni, come dichiarato dallo stesso autore nella lettera dedicatoria. Il mito tragico di Merope e Cresfonte, già trattato da Euripide, e nel 1582 materia del Telesfonte del drammaturgo modenese Antonio Cavallerino, fu utilizzato in seguito, con qualche variante, da altri autori italiani (dell'anno successivo è la Merope di Pomponio Torelli). Tuttavia la tragedia del Liviera fu pressoché dimenticata negli anni seguenti, e fu ripubblicata, come detto sopra, solo nel 1731: «Soggiacque per troppi lunghi anni condannato all'invidia, ed alla malignità del tempo il Cresfonte, Tragedia di Giambattista Liviera Vicentino», «così degno Scrittore» ingiustamente caduto «nelle tenebre della dimenticanza». Prima di allora, il Liviera è semplicemente menzionato in pochi repertori eruditi. Lo ricordano Leone Allacci, Angelico Aprosio  e il Crescimbeni. Alla fine del Settecento è ricordato nella Storia della letteratura italiana di Girolamo Tiraboschi.
Nel 1605 pubblicò anche la Giustina vergine e martire santissima, ricordata anche dall'Allacci, che l'autore definì hierotragedia (ossia, «tragedia sacra») per rilevare, in età controriformistica, il contenuto religioso, e non mitologico, della sua opera.
Oltre a poesie serie, rimaste per lo più manoscritte, il Liviera compose anche, a imitazione del vicentino Camillo Scroffa (pseudonimo: Fidenzio Glottocrisio Ludimagistro), un libro di cantici pedanteschi sotto il nome di Lattanzio Calliopèo (Latantio Caliopèo). Inoltre, come riferisce Nicola Villani, scrisse sotto pseudonimo anche poesie giocose in dialetto padovano: «Nobilitò primiero l’idioma Padovano Angelo Beolco sotto il nome di Ruzzante; [...] Scrisse nel medesimo Giovanbatista Liviera da Vicenza».
Notizie sulle opere del Liviera ed esempi delle sue poesie sono riportati in una antologia e storia di autori vicentini compilata nel 1779 da Angiolgabriello di Santa Maria, carmelitano scalzo vicentino, già Paolo Calvi.

## La polemica sulCresfonte
Nella prefazione albriziana al Cresfonte, in forma di citazione forse dello stesso Zorzi, si riporta a p. 3 il seguente giudizio: «benché non sia molto felice nella locuzione, e nella sentenza, pure è meritevole di molta lode, spezialmente se vorremo riflettere all'accennata sua età, e alla difficoltà di ben condurre un Tragico lavoro». L'opera si inserisce nel contesto letterario del recupero cinquecentesco della tragedia greca e latina, avvenuto in Italia soprattutto ad opera del Trissino e del Giraldi Cinzio, che aveva già suscitato molte discussioni e polemiche intorno alle regole aristoteliche e alla più o meno libera imitazione dei modelli classici. Il Liviera, con la sua hierotragedia e le poesie fidenziane e dialettali mostra chiaramente uno spirito anticlassicistico tardo-rinascimentale e forse già barocco. Contro la tragedia del Liviera, irregolare in quanto caratterizzata dal lieto fine e pertanto più propriamente definibile hilarotragedia, il letterato padovano Faustino Summo, dell'Accademia dei Ricovrati, pubblicò nel 1590 due Discorsi, nel primo dei quali biasimava espressamente il lieto fine nelle tragedie e segnalava diverse «inverisimilitudini». Seguirono nello stesso anno 1590: una Apologia del Liviera contro l'Eccellente Signor Faustino Summo Padovano intorno alle Tragedie di Lieto Fine; un'aspra e mordace Risposta del Summo; e una successiva Replica del Liviera.